# Lista de prêmios e indicações recebidos por Sônia Braga
A seguir, uma lista de prêmios e indicações recebidos por Sônia Braga. Nascida no Brasil, em 1950, e radicada nos Estados Unidos, desde o final dos anos 1980, a atriz consolidou uma bem-sucedida carreira no cenário audiovisual de ambos os países, o que lhe rendeu diversos prêmios e indicações.
Em 1972, ainda no início de sua carreira, Sônia Braga foi eleita revelação feminina e ganhou o Troféu Helena Silveira, por sua participação no seriado infantil Vila Sésamo. Em 1981, Braga concorreu como melhor estreante na premiação britânica British Academy Film Awards, por sua atuação na comédia brasileira Dona Flor e Seus Dois Maridos. No mesmo ano, ela recebeu um Kikito de melhor atriz no Festival de Gramado, por sua performance no filme Eu Te Amo. Em 1986, a brasileira concorreu ao prêmio norte-americano Golden Globe Awards na categoria de melhor atriz coadjuvante em cinema, pelo filme O Beijo da Mulher-Aranha. Em 1989, já em carreira internacional, ela foi novamente indicada ao prêmio, por Moon over Parador. Em 1995, Sônia Braga recebeu a terceira indicação ao Golden Globe, mas dessa vez, como melhor atriz coadjuvante em televisão, pelo telefilme The Burning Season, da rede HBO. Ainda por este trabalho, a atriz concorreu ao Emmy Award de melhor atriz coadjuvante em minissérie ou telefilme. Em 1996, Braga recebeu indicações aos prêmios Lone Star Film & Television e ALMA Awards, por sua atuação na minissérie Larry McMurtry's Streets of Laredo, da rede CBS.
Em 2011, Sônia Braga concorreu ao Prêmio Contigo! de Cinema Nacional como Melhor Atriz Coadjuvante, pelo filme hispanófono Lope. No mesmo ano, foi indicada ao Prêmio Arte Qualidade Brasil, por sua performance no episódio A Adúltera da Urca, do seriado As Cariocas, da Rede Globo. Em 2013, concorreu ao Imagen Awards como Melhor Atriz de TV, pelo telefilme norte-americano Meddling Mom. Em 2014, durante a primeira edição do Prêmio Platino, realizada no Panamá, Sônia Braga foi homenageada com o Prêmio Platino de Honra ao Cinema Ibero-Americano, em reconhecimento à sua trajetória artística no cinema da Ibero-América. Braga foi a primeira pessoa a receber a honraria, que posteriormente foi entregue à Antonio Banderas e Ricardo Darín.
Em 2016, Sônia Braga retornou ao cinema brasileiro com o suspense Aquarius. Por conta desta atuação, ela foi eleita a melhor atriz nos principais festivais de cinema da América Latina, além de concorrer em premiações como Chlotrudis Awards e Prêmio Platino. O sucesso de Braga no cinema brasileiro em 2016, lhe rendeu o Prêmio Faz Diferença, do jornal O Globo, como destaque do cinema. A artista ainda foi homenageada com o Troféu Oscarito, no Festival de Gramado.
Em 2020, Sônia Braga foi a única brasileira incluída na lista dos 25 melhores atores do século XXI, organizada pelo jornal norte-americano The New York Times.

## British Academy Film Awards
O British Academy Film Awards ou BAFTA Film Awards é concedido pela Academia Britânica de Artes do Cinema e Televisão desde 1949, sendo a maior premiação da indústria cinematográfica fora dos Estados Unidos.
| Ano  | Categoria             | Trabalho                      | Resultado | Ref.  |
| ---- | --------------------- | ----------------------------- | --------- | ----- |
| 1981 | Melhor Ator Estreante | Dona Flor e Seus Dois Maridos | Indicada  | [ 3 ] |

## Golden Globe Awards
Os Golden Globe Awards são entregues desde 1944 pela Hollywood Foreign Press Association, sendo considerada uma das maiores premiações da indústria cinematográfica e televisiva mundial. Desde 1961, a cerimônia é realizada no Hotel Beverly Hilton, em Beverly Hills, nos Estados Unidos.
| Ano  | Categoria                             | Trabalho                 | Resultado | Ref.  |
| ---- | ------------------------------------- | ------------------------ | --------- | ----- |
| 1986 | Melhor Atriz Coadjuvante em Cinema    | O Beijo da Mulher-Aranha | Indicada  | [ 5 ] |
| 1989 | Melhor Atriz Coadjuvante em Cinema    | Moon over Parador        | Indicada  | [ 5 ] |
| 1995 | Melhor Atriz Coadjuvante em Televisão | The Burning Season       | Indicada  | [ 5 ] |

## Primetime Emmy Award
O Primetime Emmy Award é o principal prêmio da indústria televisiva dos Estados Unidos e foi criado pela Academy of Television Arts and Sciences para premiar as melhores produções realizadas nos horários nobre da televisão norte-americana. O evento, realizado desde 1949, tem cerca de vinte mil membros votantes.
| Ano  | Categoria                                           | Trabalho           | Resultado | Ref.  |
| ---- | --------------------------------------------------- | ------------------ | --------- | ----- |
| 1995 | Melhor Atriz Coadjuvante em Minissérie ou Telefilme | The Burning Season | Indicada  | [ 6 ] |

## American Latino Media Arts Award
O American Latino Media Arts Award ou ALMA Award (até 1998 chamado de Bravo Awards) é uma premiação criada em 1995 pelo Conselho Nacional de La Raza. As cerimônias destacam os melhores artistas de música, televisão e cinema dos Estados Unidos e da América Latina.
| Ano  | Categoria                                 | Trabalho                           | Resultado | Ref.  |
| ---- | ----------------------------------------- | ---------------------------------- | --------- | ----- |
| 1996 | Melhor Atuação em Telefilme ou Minissérie | Larry McMurtry’s Streets of Laredo | Indicada  | [ 7 ] |

## Imagen Awards
O Imagen Awards é uma premiação criada em 1985 pela The Imagen Foundation, que reconhece os melhores profissionais latinos da indústria televisiva dos Estados Unidos.
| Ano  | Categoria          | Trabalho     | Resultado | Ref.   |
| ---- | ------------------ | ------------ | --------- | ------ |
| 2013 | Melhor Atriz de TV | Meddling Mom | Indicada  | [ 10 ] |

## Prêmio Contigo! de Cinema Nacional
O Prêmio Contigo! do Cinema Nacional é um evento da revista Contigo, realizado anualmente desde 2006, que contempla as melhores produções, atores, diretores e profissionais do cinema brasileiro. Os vencedores são definidos por um juri oficial montado pela revista Contigo, e também por um júri popular, que vota pela internet.
| Ano  | Categoria                                    | Trabalho | Resultado | Ref.  |
| ---- | -------------------------------------------- | -------- | --------- | ----- |
| 2011 | Melhor Atriz Coadjuvante (pelo júri oficial) | Lope     | Indicada  | [ 8 ] |
| 2011 | Melhor Atriz Coadjuvante (pelo júri popular) | Lope     | Indicada  | [ 8 ] |

## Prêmio Arte Qualidade Brasil
Criado em 1977, o Prêmio Qualidade Brasil tinha, inicialmente, o objetivo homenagear as melhores produções e profissionais do Teatro e Televisão do Brasil. A partir de 2013, o prêmio passou a homenagear apenas os melhores do Teatro da cidade de São Paulo.
| Ano  | Categoria                                                   | Trabalho                                   | Resultado | Ref.  |
| ---- | ----------------------------------------------------------- | ------------------------------------------ | --------- | ----- |
| 2011 | Melhor Atriz Seriado ou Projeto Especial de Teledramaturgia | As Cariocas (episódio: A Adúltera da Urca) | Indicada  | [ 9 ] |

## Festival de Gramado
Desde 1973, em Gramado, no Rio Grande do Sul, é realizado o Festival de Cinema Gramado, um dos mais importantes festivais de cinema do Brasil. O evento conta com participações de filmes brasileiros e de outros países latino-americanos.
| Ano  | Categoria                | Trabalho          | Resultado | Ref.  |
| ---- | ------------------------ | ----------------- | --------- | ----- |
| 1981 | Melhor Atriz             | Eu Te Amo         | Venceu    | [ 4 ] |
| 2001 | Melhor Atriz Coadjuvante | Memórias Póstumas | Venceu    | [ 4 ] |
| 2016 | Troféu Oscarito          | —                 | Venceu    | [ 4 ] |

## Festival de Biarritz Amérique Latine
O Festival de Biarritz Amérique Latine é um festival de cinema, que anualmente seleciona diversas produções latino-americanas para serem exibidas no sudoeste da França. É realizado desde 1991.
| Ano  | Categoria                        | Trabalho | Resultado | Ref.   |
| ---- | -------------------------------- | -------- | --------- | ------ |
| 2016 | Prêmio de Interpretação Feminina | Aquarius | Venceu    | [ 26 ] |

## Festival Internacional de Cine de Mar del Plata
O Festival Internacional de Cine de Mar del Plata foi criado em 1954, por iniciativa do ex-presidente argentino Juan Domingo Perón. Hoje, é considerado o maior evento artístico e cultural da cidade de Mar del Plata, sendo o único festival da América Latina com classificação "A" pela Federação Internacional de Associações de Produtores Cinematográficos (FIAPF).
| Ano  | Categoria                      | Trabalho | Resultado | Ref.   |
| ---- | ------------------------------ | -------- | --------- | ------ |
| 2016 | Astor de Prata de Melhor Atriz | Aquarius | Venceu    | [ 28 ] |

## Festival de Lima, Encuentro latinoamericano de Cine
O Festival de Lima, Encuentro latinoamericano de Cine, organizado pela Pontificia Universidad Católica del Perú (PUCP), acontece desde 1997, em Lima, capital peruana.
| Ano  | Categoria    | Trabalho | Resultado | Ref.   |
| ---- | ------------ | -------- | --------- | ------ |
| 2016 | Melhor Atriz | Aquarius | Venceu    | [ 30 ] |

## Festival Internacional del Nuevo Cine Latinoamericano de La Habana
O Festival Internacional del Nuevo Cine Latinoamericano de La Habana acontece na capital cubana, desde 1979, e surgiu com o objetivo de reconhecer e divulgar a cinematografia da América Latina.
| Ano  | Categoria    | Trabalho | Resultado | Ref.   |
| ---- | ------------ | -------- | --------- | ------ |
| 2016 | Melhor Atriz | Aquarius | Venceu    | [ 32 ] |

## Festival Sesc Melhores Filmes
Criado em 1974, o Festival Sesc Melhores Filmes é o mais antigo festival de cinema da cidade de São Paulo. Atualmente, a premiação do evento é decidida tanto por um júri oficial quanto por um júri popular, que vota pela internet.
| Ano  | Categoria                        | Trabalho | Resultado | Ref.   |
| ---- | -------------------------------- | -------- | --------- | ------ |
| 2017 | Melhor Atriz (pelo júri oficial) | Aquarius | Venceu    | [ 34 ] |
| 2017 | Melhor Atriz (pelo júri popular) | Aquarius | Venceu    | [ 34 ] |

## San Diego Film Critics Society Awards
O San Diego Film Critics Society Awards é a premiação anual organizada pela San Diego Film Critics Society, uma organização de críticos de cinema, com sede na Califórnia, nos Estados Unidos.
| Ano  | Categoria    | Trabalho | Resultado | Ref.   |
| ---- | ------------ | -------- | --------- | ------ |
| 2016 | Melhor Atriz | Aquarius | Venceu    | [ 36 ] |

## Prêmio Quem
O Prêmio Quem é realizado desde 2007 pela Revista Quem, premiando os melhores da televisão brasileira, cinema, música, moda, gastronomia, literatura e teatro.
| Ano  | Categoria             | Trabalho | Resultado | Ref.   |
| ---- | --------------------- | -------- | --------- | ------ |
| 2017 | Melhor Atriz (cinema) | Aquarius | Indicada  | [ 38 ] |

## ICS Award e ICS Cannes Award
ICS Award e ICS Cannes Award são premiações organizadas pela International Cinephile Society, um grupo online, criado em 2003, composto por mais de 100 jornalistas, acadêmicos e outros profissionais que cobrem diversos festivais de cinema pelo mundo.
| Ano  | Premiação        | Categoria                            | Trabalho | Resultado | Ref.   |
| ---- | ---------------- | ------------------------------------ | -------- | --------- | ------ |
| 2016 | ICS Cannes Award | Melhor Atriz (do Festival de Cannes) | Aquarius | Venceu    | [ 40 ] |
| 2017 | ICS Award        | Melhor Atriz                         | Aquarius | Indicada  | [ 41 ] |

## Chlotrudis Awards
Criado em 1995 pela Chlotrudis Society for Independent Film, o Chlotrudis Awards é uma premiação que tem foco em filmes da industria do cinema independente.
| Ano  | Categoria    | Trabalho | Resultado | Ref.   |
| ---- | ------------ | -------- | --------- | ------ |
| 2017 | Melhor Atriz | Aquarius | Indicada  | [ 13 ] |

## Premio Iberoamericano de Cine Fénix
O Premio Iberoamericano de Cine Fénix, criado em 2014, homenageia os melhores profissionais da indústria cinematográfica da América Latina, Espanha e Portugal. A premiação ocorre anualmente no Teatro de la Ciudad Esperanza Iris, no México, e é organizada pela Cinema 23, uma associação formada por mais de 700 profissionais de cinema de 22 países diferentes.
| Ano  | Categoria    | Trabalho | Resultado | Ref.   |
| ---- | ------------ | -------- | --------- | ------ |
| 2016 | Melhor Atriz | Aquarius | Venceu    | [ 44 ] |

## Premios Platino del Cine Iberoamericano
Criado em 2014 pela Entidad de Gestión de Derechos Audiovisuales (EGEDA), da Espanha, e pela Federação Ibero-Americana de Produtores Cinematográficos e Audiovisuais (FIPCA), os Premios Platino del Cine Iberoamericano homenageia as melhores produções realizadas na América Latina, Espanha e Portugal. A cada ano, a cerimônia é realizada em um país diferente da Ibero-Americana, sendo que a primeira edição ocorreu no Panamá.
| Ano  | Categoria                                         | Trabalho | Resultado | Ref.          |
| ---- | ------------------------------------------------- | -------- | --------- | ------------- |
| 2014 | Prêmio Platino de Honra ao Cinema Ibero-Americano | —        | Venceu    | [ 11 ]        |
| 2017 | Melhor Atriz                                      | Aquarius | Venceu    | [ 14 ] [ 46 ] |

## Prêmio Faz Diferença
O Prêmio Faz Diferença, criado pelo O GLOBO em parceria com a Federação das Indústrias do Estado do Rio de Janeiro (Firjan), homenageia as personalidades brasileiras de cada ano que mais se destacaram em suas áreas de atuação. Os vencedores são definidos por votos de internautas e também dos jornalistas do Globo, dirigentes da Firjan e dos vencedores da edição anterior.
| Ano  | Categoria              | Resultado | Ref.   |
| ---- | ---------------------- | --------- | ------ |
| 2017 | Segundo Caderno/Cinema | Venceu    | [ 15 ] |

## Grande Prêmio do Cinema Brasileiro
Criado em 2002 pela Academia Brasileira de Cinema, o Grande Prêmio do Cinema Brasileiro é a maior e mais prestigiada premiação do cinema nacional. Desde 2004, a votação passou a ser feita via internet, pelo site da Academia, e cada sócio recebe uma senha eletrônica para votar. A apuração é feita pela PricewaterhouseCoopers, a mesma empresa de auditoria que faz a apuração do Oscar.
| Ano  | Categoria                | Trabalho | Resultado | Ref.   |
| ---- | ------------------------ | -------- | --------- | ------ |
| 2017 | Melhor Atriz             | Aquarius | Indicada  | [ 50 ] |
| 2020 | Melhor Atriz Coadjuvante | Bacurau  | Indicada  | [ 51 ] |

## Prêmio Guarani de Cinema
O Prêmio Guarani é concedido pela Academia Guarani de Cinema Brasileiro, anualmente a premiação, que conta com mais de 40 críticos cinematográficos, prestigia os talentos nacionais.
| Ano  | Categoria                | Trabalho | Resultado | Ref.   |
| ---- | ------------------------ | -------- | --------- | ------ |
| 2016 | Melhor Atriz             | Aquarius | Venceu    | [ 53 ] |
| 2019 | Melhor Atriz Coadjuvante | Bacurau  | Indicada  | [ 54 ] |

## Outros
| Ano  | Premiação                          | Categoria                        | Trabalho                           | Resultado | Ref.         |
| ---- | ---------------------------------- | -------------------------------- | ---------------------------------- | --------- | ------------ |
| 1972 | Troféu Helena Silveira             | Revelação Feminina               | Vila Sésamo                        | Venceu    | [ 2 ] [ 55 ] |
| 1996 | Lone Star Film & Television Awards | Melhor Atriz Coadjuvante em TV   | Larry McMurtry's Streets of Laredo | Venceu    | [ 2 ]        |
| 2016 | Melhores do AdoroCinema            | Atriz Brasileira                 | Aquarius                           | Indicada  | [ 56 ]       |
| 2020 | The New York Times                 | 25 melhores atores do século XXI | —                                  | 24º lugar | [ 16 ]       |